# Marais Viljoen

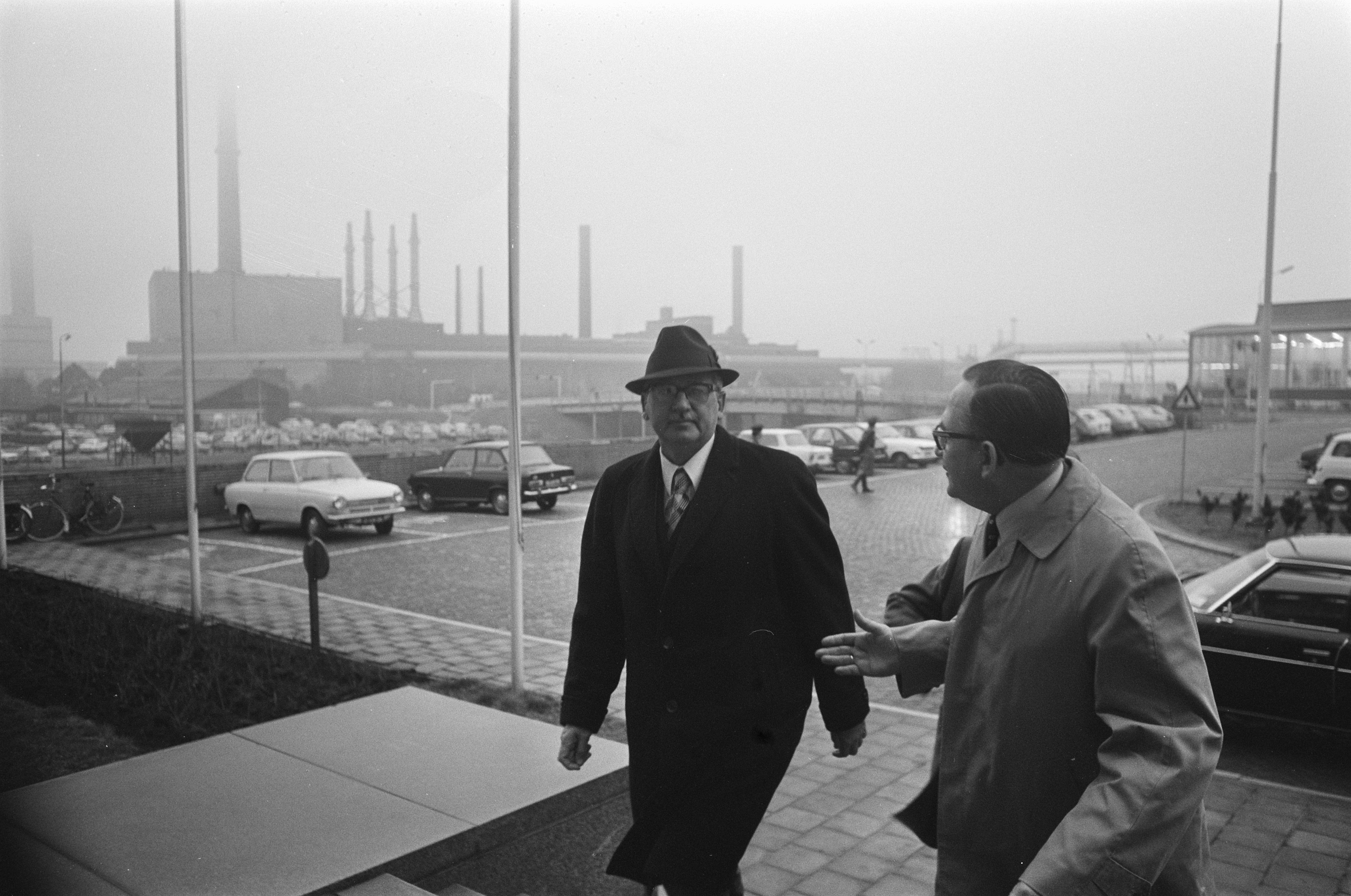
Marais Viljoen (links) bei einem Besuch am 9. Januar 1975 in den Niederlanden

Marais Viljoen (* 2. Dezember 1915 in Robertson, Kapprovinz; † 4. Januar 2007 in Pretoria) war ein südafrikanischer Politiker. Er war das letzte nicht hauptamtliche Staatsoberhaupt der Republik Südafrika.
Im Kabinett Vorster I war Marais vom 13. September 1966 bis 22. April 1970 Minister für Arbeit, im Kabinett Vorster II vom 18. Mai 1970 bis 29. April 1974 sowie im Kabinett Vorster III vom 29. April 1974 bis 22. Januar 1976 in derselben Funktion.
Viljoen war vom 21. August 1978 bis 10. Oktober 1978 Staatspräsident von Südafrika, gefolgt von Balthazar Johannes Vorster, und erneut vom 4. Juni 1979 bis 3. September 1984. Ihm folgte nach einer Verfassungsreform der vorherige Ministerpräsident Pieter Willem Botha.

## Familie
Viljoen war das jüngste von sechs Kindern. Am 20. April 1940 heiratete er Dorothea Maria Brink (17. September 1917 – 6. Oktober 2005). Er hatte eine Tochter und einen Sohn.

## Partei
Viljoen war Mitglied der National Party, die das Apartheidsregime einleitete. Dort war er jedoch ein gemäßigter Vertreter der Apartheidspolitik. Vor Amtsantritt als Staatspräsident war er Senatspräsident (1976 bis 1979), während seiner Amtsperiode wurde die Schulpflicht (Bantu Education Act) für Schwarze eingeführt.
Vor seiner politischen Karriere arbeitete Viljoen bei der Post und später bei der Zeitung „Die Transvaler“.
Marais Viljoen starb am 4. Januar 2007 im Alter von 91 Jahren in Pretoria an Herzversagen.